# Piotr Bagnicki
Piotr Bagnicki (ur. 10 grudnia 1980 w Krakowie) – polski piłkarz grający na pozycji napastnika.
W Ekstraklasie zadebiutował 23 września 2006 roku w meczu pomiędzy Koroną Kielce a Legią Warszawa. Spotkanie wygrała drużyna z Kielc 3:1, a Bagnicki zdobył w nim jedną z trzech bramek. Dotychczas w najwyższej polskiej klasie rozgrywkowej wystąpił w 29 pojedynkach i strzelił w nich trzy gole.